# Jogidaha
Jogidaha (en népalais : जोगीदह) est un comité de développement villageois du Népal situé dans le district d'Udayapur. Au recensement de 2011, il comptait 6 665 habitants.